# Alexander Grünberg
Alexander Grünberg (* 1977 in Hamburg) ist ein deutscher Schauspieler.

## Leben
Alexander Grünberg absolvierte von 2001 bis 2004 sein Schauspielstudium mit ZAV-Reife an der Schule für Schauspiel Hamburg, wo er u. a. mit Wladimir Tarasjanz zusammenarbeitete.
Theaterengagements hatte er insbesondere an verschiedenen Hamburger Bühnen, u. a. am Ernst-Deutsch-Theater und auf Kampnagel. 2009 gastierte er am Gostner Hoftheater in Nürnberg als Jean im Strindberg-Drama Fräulein Julie. Zwischen 2006 und 2016 war er regelmäßig mit der Weihnachtsshow Christmas Moments (Regie: Paul Kribbe) auf Deutschland-Tournee.
Grünberg arbeitet seit Ende der 1990er Jahre auch regelmäßig für Film und Fernsehen. Für das Kino drehte er u. a. mit Margarethe von Trotta und Lars Büchel. Im Fernsehen spielte er unter der Regie von Connie Walther, Markus Imboden, Florian Gärtner, Thomas Berger, Raymond Ley und Anne Zohra Berrached.
In der Literaturverfilmung Das Feuerschiff (2008) spielte er den Matrosen Ole. In dem TV-Dokudrama Tod einer Kadettin (2017) war er der Ausbilder Franzen. Außerdem hatte er Episodenrollen in zahlreichen, insbesondere in Hamburg und Umgebung gedrehten und produzierten TV-Serien wie Notruf Hafenkante, SOKO Wismar, Küstenwache und Großstadtrevier.
Alexander Grünberg arbeitet auch als Schauspieldozent, Coach, Konfliktberater und Mediator. Er lebt in Hamburg.

## Filmografie (Auswahl)
- 1996: Das erste Mal (Fernsehfilm)
- 2000: Die Schule am See: Der Wettkampf (Fernsehserie, eine Folge)
- 2003: Der Mörder ist unter uns (Fernsehfilm)
- 2003: Rosenstraße (Kinofilm)
- 2004: Erbsen auf halb 6 (Kinofilm)
- 2007: krimi.de: Katzenauge (Fernsehserie, eine Folge)
- 2008: Das Feuerschiff (Fernsehfilm)
- 2010: Notruf Hafenkante: Angst um Emma (Fernsehserie, eine Folge)
- 2011: SOKO Wismar: Das Phantom (Fernsehserie, eine Folge)
- 2011: Heiter bis tödlich - Nordisch herb: Das Schlachtfest (Fernsehserie, eine Folge)
- 2013: Ein weites Herz – Schicksalsjahre einer deutschen Familie (Fernsehfilm)
- 2014: Küstenwache: Ein schmutziges Spiel (Fernsehserie, eine Folge)
- 2015: Sibel & Max: Schlagabtausch (Fernsehserie, eine Folge)
- 2016: Die Pfefferkörner: Kredithaie (Fernsehserie, eine Folge)
- 2016: Tatort: Borowski und das verlorene Mädchen (Fernsehreihe)
- 2017: Tod einer Kadettin (Fernsehfilm)
- 2017: Tatort: Der Fall Holdt (Fernsehreihe)
- 2019: Großstadtrevier: Rettungskind (Fernsehserie, eine Folge)
- 2021: Notruf Hafenkante: Kleine Hafenrundfahrt (Fernsehserie, eine Folge)
- 2025: Tatort: Solange du atmest (Fernsehreihe)